# チュウニズム
『チュウニズム』（CHUNITHM）は、セガにより開発されているアーケード音楽ゲーム。2015年7月16日に稼動を開始した。キャッチコピーは「空間を切り裂く新感覚音ゲー」。

## 概要
セガの音楽ゲームシリーズ「ゲキチュウマイ」のひとつ。タイトルロゴの下部に「Powered by team maimai」と書かれている通り、maimaiと同じスタッフが開発を手掛けている。また、アドバタイズデモ時に、ALL.Netロゴの横に協力会社としてコナミアミューズメントが記載されており、何らかの形で関わるなど協力している。
筐体はATMのような外観で、ゲーム画面が表示される32インチの液晶ディスプレイの手前に 静電容量式のタッチパネル「グラウンドスライダー」が設置されており、画面奥から手前に流れてくる「ノーツ」に合わせてタッチする。また、筐体の左右に設置されている空間センサー「エアーストリングス」によるスライダー上部空間の検知により、「手を振り上げる」「振り下ろす」という動きが加わっている。

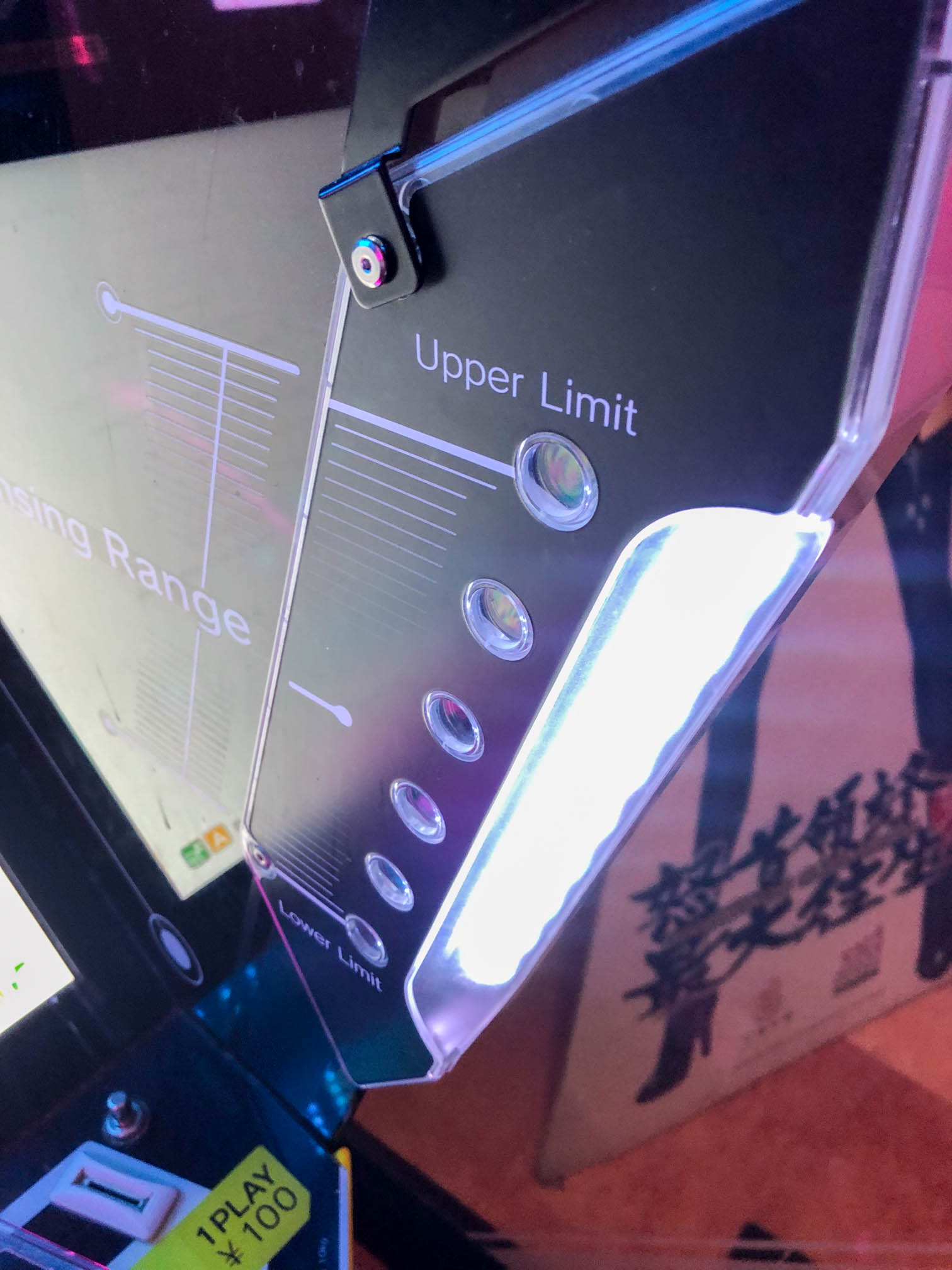
空間センサー「エアーストリングス」 - CHUNITHM(チュウニズム)

Aimeカード、バナパスポートに対応しており、プレイヤー名などを保存できる。2018年10月25日からは、Amusement ICに対応したコナミアミューズメントのe-AMUSEMENT PASSに、2019年2月14日からはタイトーのNESiCAに対応。なお、Amusement ICに対応する前のe-AMUSEMENT PASSと、Amusument IC機能のない初代NESiCAには対応しない。
店内マッチングにより最大で4人同時プレイが可能。1店舗に5台以上筐体が設置されている場合、マッチングのグループ分けがされており、同じグループ筐体同士でないとマッチングすることはできない。グループはデモ画面右側にアルファベットで表示されている（Aと表記されている筐体では同じくAと表記されている筐体同士でしかマッチングができない）。なお、店舗によっては店内マッチングを無効にしている場合がある。その場合、複数台筐体があってもマッチングすることはできない。
「チュウニズム」の名前は「中二病」と「リズム」を合わせた造語だが、「チューニング」、「空中」といった色んな意味をかけている。
約2週間ごと、木曜日に楽曲追加・イベントマップ開放などがある。

## 歴代稼働シリーズ

### 国内稼働シリーズ作品

#### CHUNITHM
2015年7月16日稼働開始。キャッチコピーは「空間を切り裂く新感覚音ゲー」。
- イメージカラーは黄。
- ゲーム内通貨は「ドルチェ」。

#### CHUNITHM PLUS
2016年2月4日稼働開始。キャッチコピーは「世界の果てへ」。
- 譜面に様々な仕掛けが実装されたWORLD'S ENDが登場。
- チケット選択画面にプレミアムチケット（マップ進行1.5倍チケット、4曲遊べるチケット、WORLD'S ENDチケット）が追加された。
  - 期間限定でマップ進行2.5倍チケットも提供。
- オプションにミラーが追加。
- スピードが0.5段階で変更可能。
- ヘッドホン音量が45段階に変更可能。
- レベル絞り込みフォルダが登場。

#### CHUNITHM AIR
2016年8月25日稼働開始。キャッチコピーは「あ、新しい音ゲーだ…」。
- イメージカラーは水色。
- ゲーム内通貨は「マイル」。
- メニュー画面にマップセレクトが登場。
- このバージョンよりメニュー画面にボイスが追加。
- 特定の条件をクリアするとマップの進行が増加するマップボーナスが登場。
- ノーツの種類に斜めAIR、振り下ろしAIR、ノーツのサイズに3マスノーツ、16マスノーツの追加。
- プレミアムチケットにマップ進行2、3倍チケットが追加。（1.5倍チケットは廃止）
- AJ称号(BASIC、ADVANCED)が削除。
- WORLD'S ENDは一部楽曲が削除され、新要素にダメージノーツが追加。
- ネームプレートが追加。
- キャラクターレベルがMAX時に限界突破ができるペンギンスタチュウが登場。

#### CHUNITHM AIR PLUS
2017年2月9日稼働開始。キャッチコピーは「あ、これが真の音ゲーか…」。
- イメージカラーは青。
- 決められた楽曲をクリアしていくコースモードが登場。
- リザルト画面のMISS表記が灰色に変更。
- レート非公開時、リザルト画面でも表示されなくなった。
- レベル14が初登場。

#### CHUNITHM STAR
2017年8月24日稼働開始。キャッチコピーは「大正義(オールジャスティス)新音ゲー」。
- イメージカラーはオレンジ。
- ゲーム内通貨は「ベガス」。
- 一部楽曲が初めて削除された。
- 対象のキャラクターレベルを上げることでアイテムを獲得できるチュウニズムクエストが登場。
- コースモードをクリアすると入手できるクラスエンブレムが実装された。
- イベント専用楽曲が廃止され、マップセレクトで選択できるようになった。
- 楽曲ソートが実装された。

#### CHUNITHM STAR PLUS
2018年3月8日稼働開始。キャッチコピーは「神のみぞ知る音ゲー」。
- ノーツの種類にイカすSLIDE、やべーExTAPが追加。
- ノーツのサイズに6マスノーツ追加。
- 各ジャンルの楽曲の状況が数値化されるOVER POWERが登場。
- オプションにTAP成功音が追加。
- 毎日ログインボーナスに2000ベガスが追加され、毎週ログインボーナスは3000ベガスに減額。
- USER BOX内のチケット購入画面が短縮された。

#### CHUNITHM AMAZON

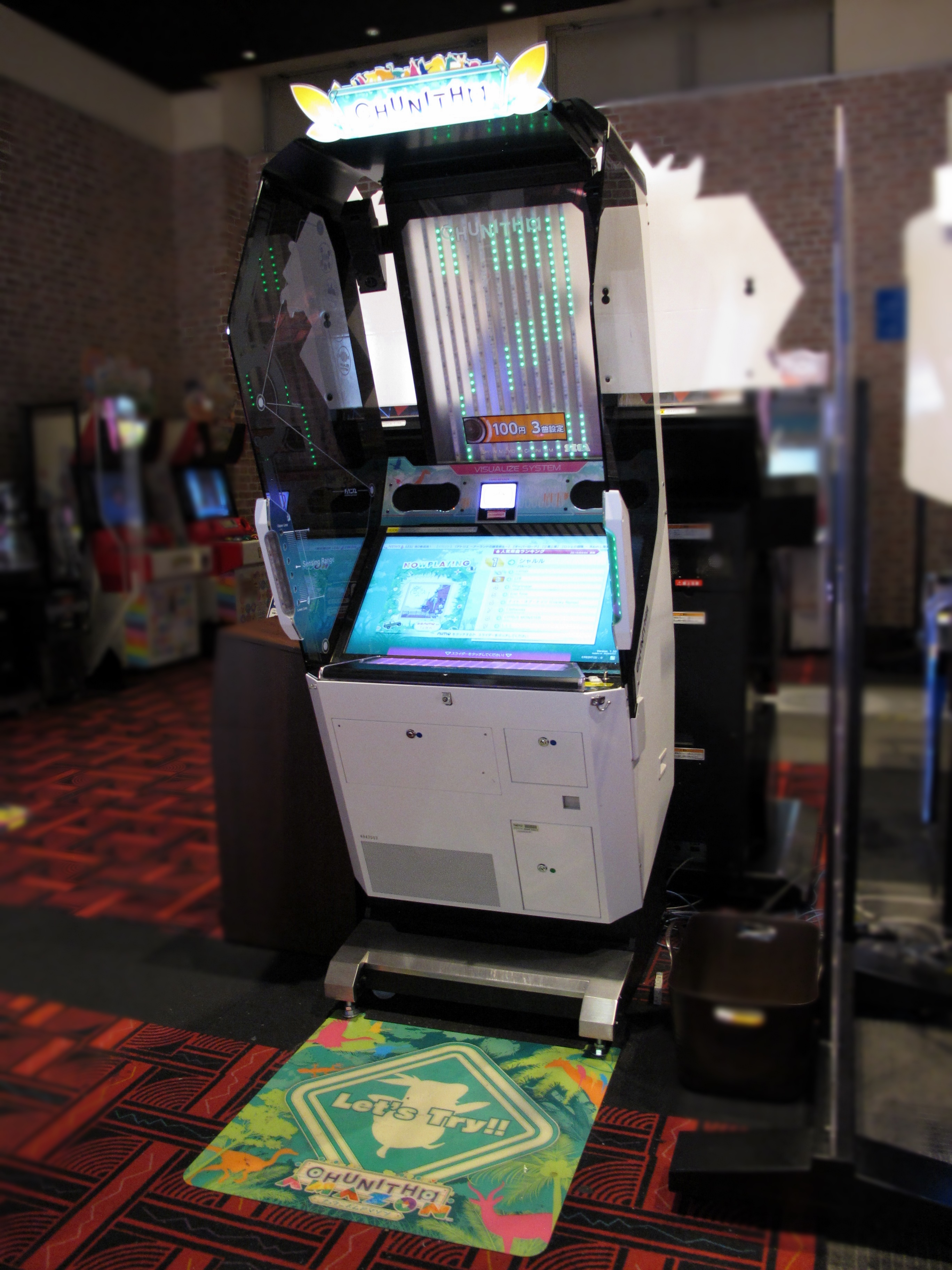
『CHUNITHM AMAZON』のアーケードゲーム筐体

2018年10月25日稼働開始。キャッチコピーは「新音ゲーやろうぜ！」。
- イメージカラーは緑。
- ゲーム内通貨は「ミート」。
- キャラクターを倒してアイテムを入手するチュウニズムデュエルが登場。
- オプションにスコアボードが追加。
- カードメイカーからキャラクターカードを印刷し、カードバトルが楽しめるチュウニズム大戦が登場。
- ショウニスタチュウ、ソウルオブスタチュウが登場。
- 今作よりCHUNITHM-NETの仕様が変更され、CHUNITHM-NET利用券が廃止、代わりに「ゲキ！チュウマイ-NET スタンダードコース」に加入することですべての機能が利用できるようになった。
  - 加入特典にCHUNITHM-NETのスタンダードチケットが毎月1日に1枚付与される。

#### CHUNITHM AMAZON PLUS
2019年4月11日稼働開始。キャッチコピーは「好きな音ゲーができました。」。
- OVER POWERの状況次第で、名前欄、レート欄の背景が変化するレーティングポゼッションが登場。
- オプションに判定調整、フィールドウォールが追加。
- 判定表示位置オプションに「天」が追加。
- お気に入りフォルダが追加。
- マッチングの仕様が変更され、未解禁の楽曲とのマッチングが不可能になった。
- イカすスライドの幅に5マス、10マス、12マス、14マスが追加。

#### CHUNITHM CRYSTAL
2019年10月24日稼働開始。キャッチコピーは「世界一ピュアな音ゲー」。
- イメージカラーは紫。
- ゲーム内通貨は「カラット」。
- リザルト画面にFAST／LATE表示が追加（HOLD／SLIDE始点を含めた通常のTAPノーツのみが対象）。

下記はゲキチュウマイ-NET スタンダードコース加入者限定の機能。
- フレンドのスコアをゲーム内に表示できるフレンドスコアが追加（最大3名まで登録可能）。
- プレイヤー名の表示がひらがな、カタカナ、漢字に対応。
- チームの結成、参加が可能に。
- 常時1マス分マップボーナスが入るようになった。
- アイテム交換所の実装。

#### CHUNITHM CRYSTAL PLUS
2020年7月16日稼働開始。キャッチコピーは「忘れられない、愛(ピュア)と音ゲーがここにある」。
- 新機能トランスフォームが追加。RANK25まで育てたキャラクターをキャラクター選択画面から「トランスフォーム」することが可能に。
- キャラクターランク上限が最大50までアップ。
- チーム加入者限定でチームオリジナルコースを作成することが可能に。

#### CHUNITHM PARADISE
2021年1月21日稼働開始。キャッチコピーは「行こうぜ楽園(ゲーセン)　遊ぶぜ音ゲー」。
- ゲーム内通貨は「アッポー」。
- ログインボーナスがパワーアップ。
- CHUNITHM-NET の交換所が「ゲキチュウマイ-NET スタンダードコース」への加入をしていないユーザーでも使用可能に（これにより全てのユーザーが交換所を使えるようになった）。

#### CHUNITHM PARADISE LOST

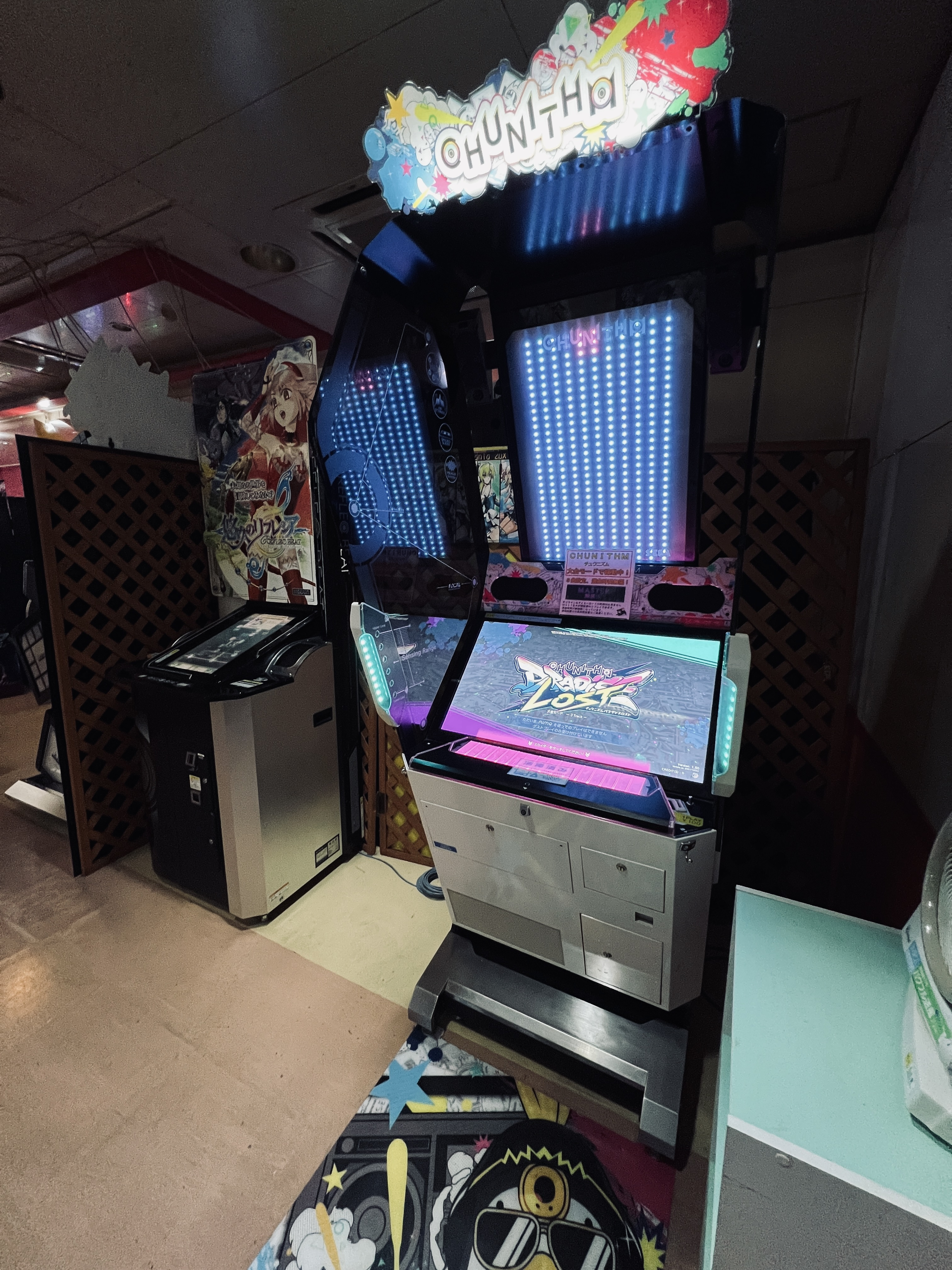
オンラインサービス終了後の同バージョン

2021年5月13日稼働開始。シリーズ第12弾。キャッチコピーは「遊んじゃいなよ　禁断の音ゲー」。
- マイナーアップデートで｢PLUS｣と付かないバージョンは今作が初である。
- 下記の『NEW!!』バージョン移行の基板交換などに合わせて、バージョン稼働中で一部の楽曲削除、一部チケットの販売停止を行っていた。
- 『NEW!!』バージョン稼働後、このバージョンのままでオンライン稼働となることが可能だが、新規コンテンツの追加および旧プレイヤーサイトの一部機能を停止・一部コンテンツの削除など制限がかけられる[33]。
- 2023年2月1日午前2時にオンライン稼働を終了[34]し、オフライン稼働に完全移行。2023年6月現在で同バージョンのオフライン版(ラウンドワン改造版除く)の稼働店舗数が0になったため実質的にサービス終了となった。 ラウンドワンで稼働していた筐体の一部はオフラインキットでオフライン化されており、日本国内、米国国内のスポッチャに設置されている。これによりオフライン化された筐体は画面右下に「Version 1.51 」と表示され、更新日は表示されない。難易度「MASTER」が最初から解禁されている。このバージョンは版権の関係で「niconico」タブが無く、「POPS&ANIME」もmaimaiオリジナル楽曲1曲しか存在せず遊べる曲数がかなり減っている。通常のゲームセンターで稼働しているPARADISE LOSTのオフライン筐体とは収録楽曲が異なる。

#### CHUNITHM NEW!!

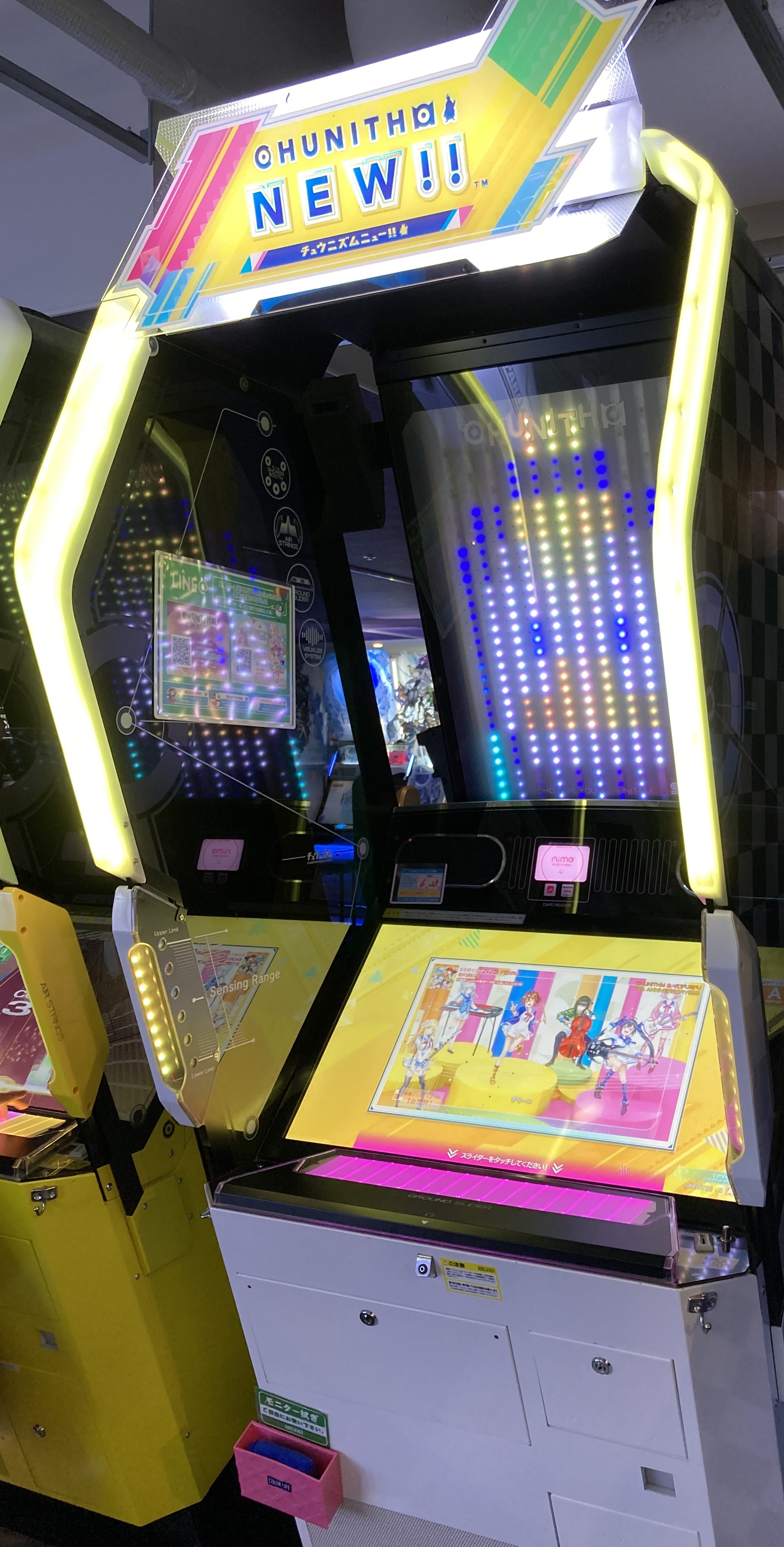
『CHUNITHM NEW PLUS!!』のアーケードゲーム筐体（旧筐体）

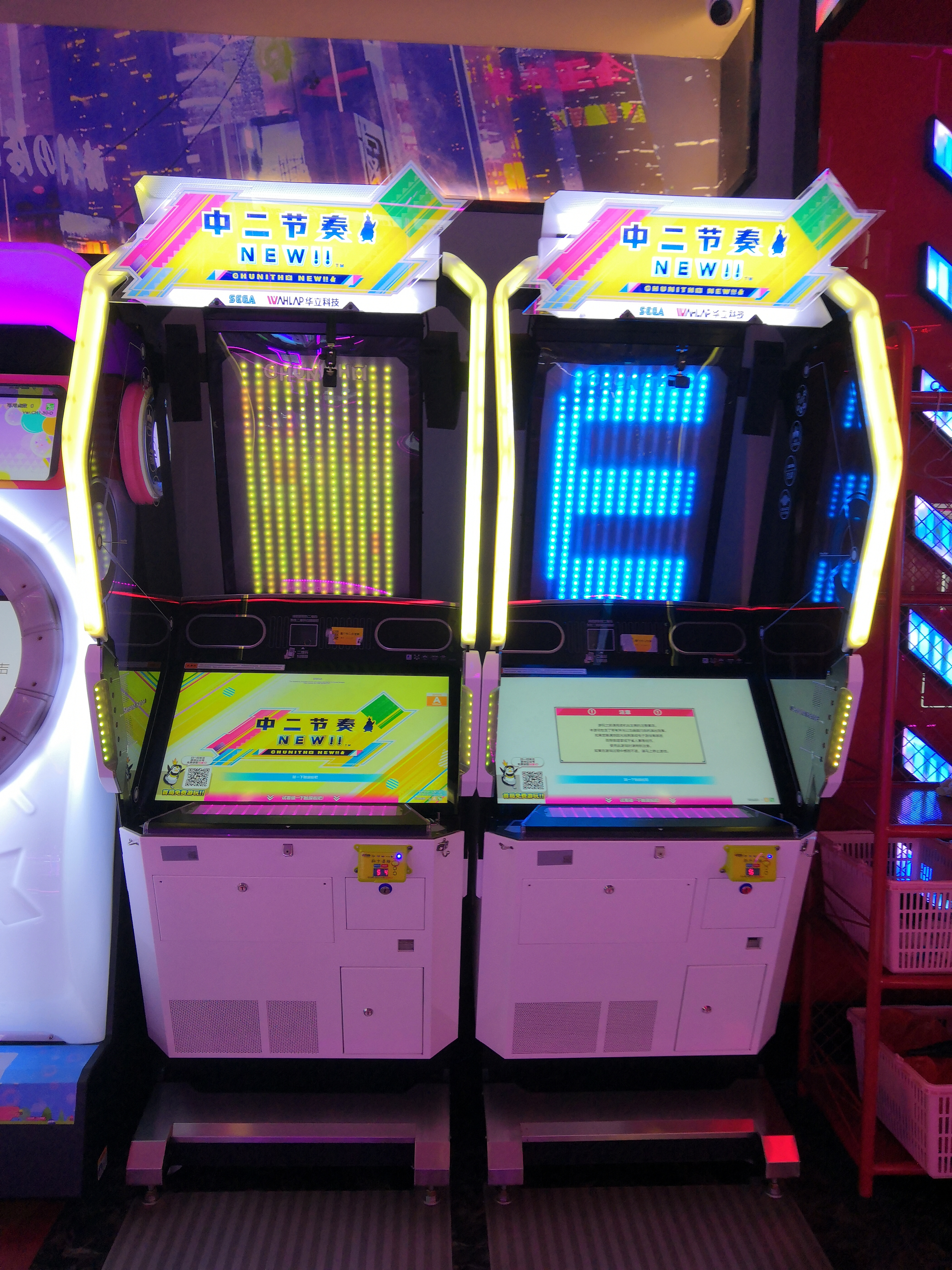
中国版筐体

2021年11月4日稼働開始。キャッチコピーは「完全新作」。
基板はmaimaiでらっくすなどと同様にALLS HX2.1に変更し、プレイヤーサイトなどもリニューアルした。
基板など一部コンポーネントを交換した筐体（「シルバーモデル」）が引き続き稼働する他。新たに金色の筐体（「ゴールドモデル」）が追加。この筐体では電子決済に対応するようになった他、液晶が60fpsから120fpsに向上し、本体自体の耐久力も向上した。
- ゲーム内通貨は「ブラン」。
- アバターの追加。
- オンラインマッチングモード（全国対戦）の追加。
- キャラクタースキルの整理。
- LEVEL表記の細分化。(これにより難易度の上限が15まで引き上げられた。)
- ノーツの種類にAIR-SLIDE、AIR-CRUSHの追加。
- 楽曲ランク「S+」「SS+」「SSS+」の追加。
- 新難易度「ULTIMA」の追加。
- WORLD'S ENDは新要素に色反転AIRが追加。
- キャラ固有スキルなどの削除。

#### CHUNITHM NEW PLUS!!
2022年4月14日稼働開始。キャッチコピーは「まだまだ！新作」。
- マップ選択時に課題曲、マップクリアで獲得できるシードが確認可能に。

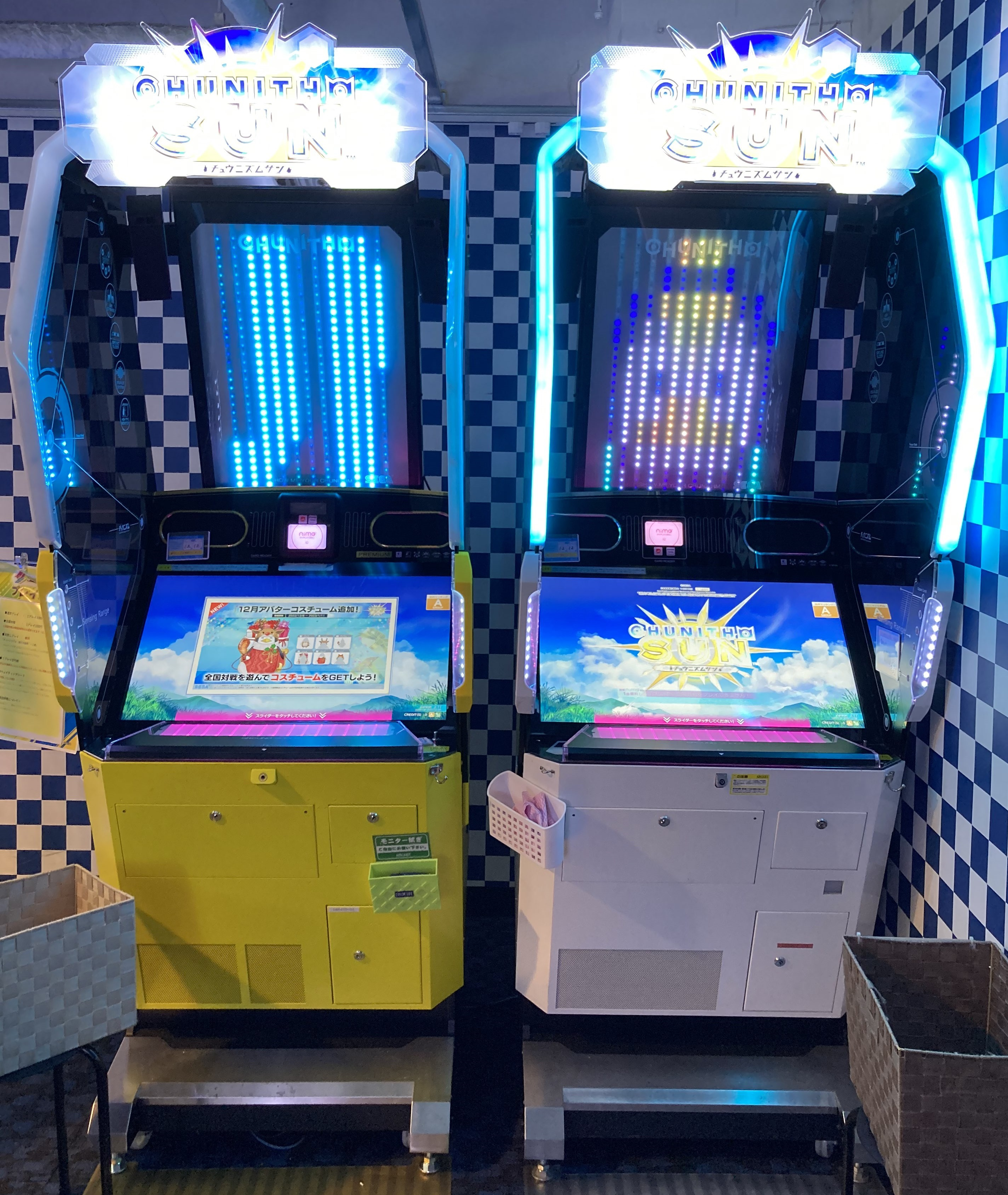
『CHUNITHM SUN』のアーケードゲーム筐体（左から新筐体、旧筐体）

- 平日ボーナスの追加。
- 月間ログインボーナスの追加。
- 限界突破の上限解放。
- 全国対戦で選択できるレベルの見直し。

#### CHUNITHM SUN
2022年10月13日稼働開始。キャッチコピーは「音ゲーは青春(アオハル)だ！」。
- ゲーム内通貨は「ルクス」。
- カテゴリジャンプ機能の追加。
- 全国対戦履歴フォルダの追加。
- 一部スキルの名前や効果が変更され、新規スキルも追加。

#### CHUNITHM SUN PLUS
2023年5月11日稼働開始。キャッチコピーは「明日も一緒に音ゲーしよう？」。
- 全国対戦に月間ランキングの追加。ランキングの戦績に応じてアバターが「オーラ」を放つように。
- 全国対戦の腕前をマッチング時に「バトルエンブレム」として表示。
- 平日ボーナスが「日替わりボーナス」に名称変更され、土日祝もボーナスが適用。
- 従来の「CLEAR」マークが削除され、デンジャースキルをセットしてクリアした場合に上位のクリアマークが付与されるようになった。
  - 2023年6月15日よりVersion 2.16にアップデートされ、「CLEAR」マークが復活した。
- キャラクターランク上限が100から200へ引き上げられた。

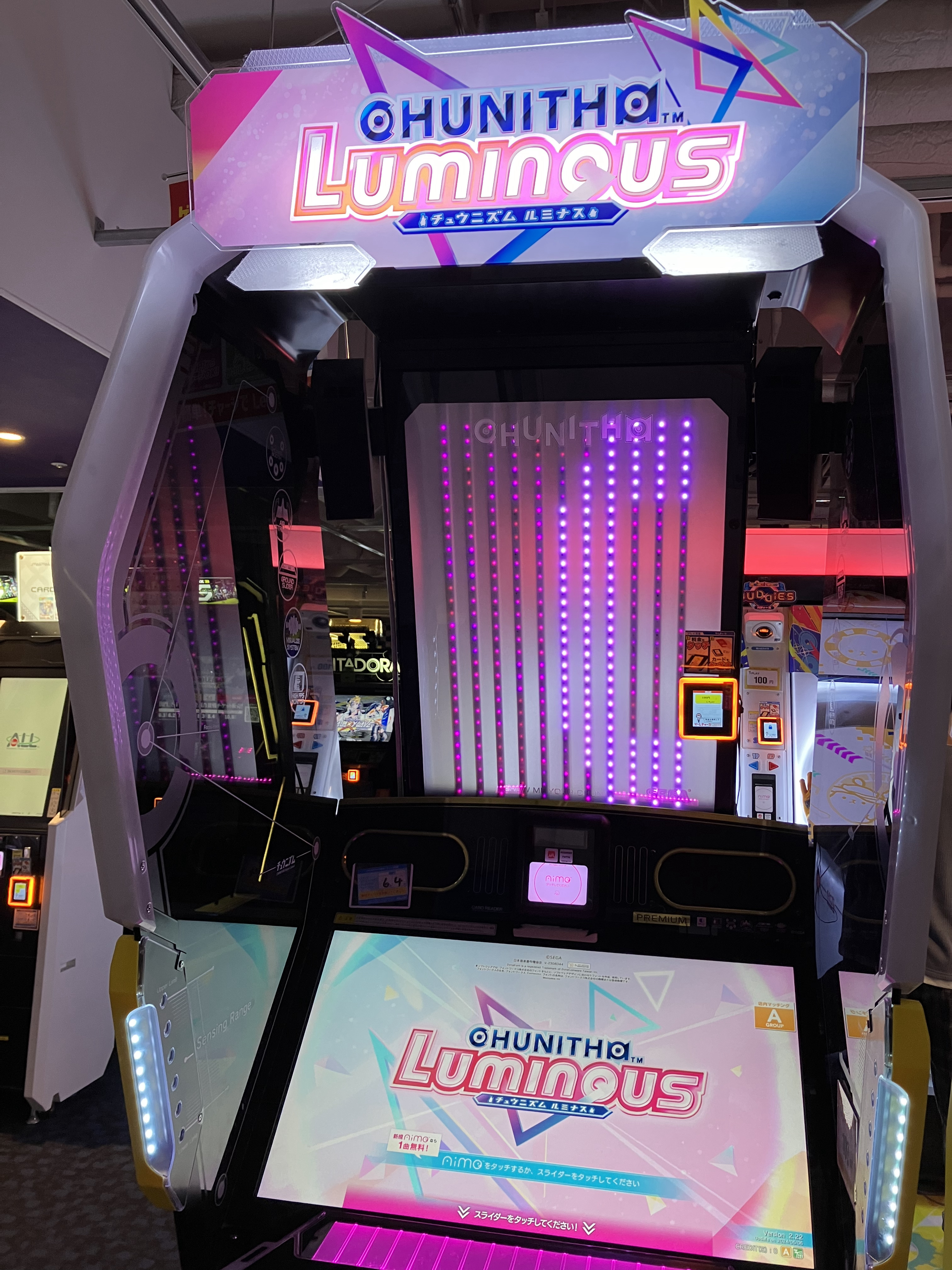
『CHUNITHM LUMINOUS』のアーケードゲーム筐体（新筐体）

- 一部チケットの名称変更。

#### CHUNITHM LUMINOUS
2023年12月14日稼働開始。キャッチコピーは「音ゲーって、出会いだ。」。
- ゲーム内通貨は「フォトン」。
- チュウニズムミッションの追加。
- クリアマーク「AJC」の追加。
- 一部クリアマークカラーの変更。
- おかわりボーナスの追加。
- 店内マッチングの調整。
- 日替わりボーナスの名称変更。
- CHUNITHM-NETのパワーアップ
- ノーツの幅に制限がなくなった（1マス～16マス全ての幅に対応）。
- 全譜面において、ExTAPが開始地点に完全に重なるHOLD/SLIDEの開始地点がExTAPに変更された。また、NOTES DESIGNER名から【Ex】の表記が削除された。

#### CHUNITHM LUMINOUS PLUS
2024年6月20日稼働開始。キャッチコピーは「音ゲーで縮まる距離(ディスタンス)。」。
- 「アチーブメント」機能の追加。
- 楽曲ソート機能の改良。
- 筐体での「お気に入り設定」の追加。
- 総合リザルトのスキップ機能の追加。
- セキュリティ強化に伴うフレンドコードのリセット。

#### CHUNITHM VERSE
2024年12月12日稼働開始。キャッチコピーは「音ゲーで欲望(デザイア)を解き放て！」。
- ゲーム内通貨は「メモリー」。
- 一部スキルの削除・追加およびスキル名の刷新。
- レーティングシステムから「リーセント枠」が廃止され、新たに「新曲枠」が登場。
- 月間全国対戦ランキングポイントの計算式変更、獲得手段の追加。
- バージョンコンプリート称号の追加。
- サブ称号を最大2つ設定できるように。
- 「オススメ楽曲フォルダ」の追加。
- 「UNLOCK CHALLENGE」機能の追加。

#### CHUNITHM X-VERSE
2025年7月16日稼働開始。キャッチコピーは「空間を繋ぐ新次元音ゲー」。
- 新アイテム「ステージ背景」追加。
- 楽曲選択画面のスクロールスピードアップ。
- 楽曲名順のフォルダ名・区分け変更。
- バージョン順のフォルダ名がロゴ表記に。
- 難易度によるマップ進行マス数の差を解消。
- 新モード「Linked VERSE」が登場。

### 海外稼働シリーズ作品（中国本土除き）

#### CHUNITHM SUPER STAR
2020年11月26日稼働開始。キャッチコピーは「オールジャスティス新音ゲー」。
日本以外のアジア各国（地域）でのみ稼働した、CHUNITHM STAR PLUSをベースとした海外専用バージョン。
- 基板は日本版に先行してALLS HX2を採用している。
- 稼働開始時点の収録楽曲はCHUNITHM CRYSTAL PLUS（同時点の日本稼働バージョン）の収録楽曲から抜粋される。ただし、なお、一部機能（コースモードなど）が未収録。
- Aimeカードは国内で使用しているものと併合可能。ただしユーザーデータは併合されない。

#### CHUNITHM SUPER STAR PLUS
2021年9月2日稼働開始。コースモードなど日本版が存在した機能が追加。

#### CHUNITHM NEW!!
2022年3月3日稼働開始。一部の収録曲と機能を除く日本版の現行バーションとほぼ同じ仕様に変更するようになった。

#### CHUNITHM NEW PLUS!!
2022年8月18日稼働開始。

#### CHUNITUM SUN
2023年3月2日稼働開始。

#### CHUNITHM SUN PLUS
2023年9月28日稼働開始。

### 中国版

#### CHUNITHM NEW!!
2022年9月8日中国で稼働開始。

#### CHUNITHM 2024
「NEW PLUS!!」ベース。2023年9月21日稼働開始。

#### CHUNITHM 2025
「CHUNITHM LUMINOUS」ベース。2024年10月1日稼働開始。

## 内容

### プレイの流れ
1. 100円を投入しモニター上にあるカードリーダーにAimeカード（バナパスポートなどアミューズメントIC対応カードも可）をタッチする。先にAimeカードを読み取ることも可能。尚、Aimeカードを所持していなくてもプレイは可能だが、プレイデータは記録されない。
2. プレイヤーデータがロードされた後、マップ選択画面より、マップ選択を行う。
3. マップ選択後、チケット選択画面へ移行する。この時にクレジットを追加すれば、プレミアムチケット（マップの進行を早めるチケット、WORLD'S ENDやMASTER、ULTIMAなどがプレイできるチケット）を入手することもできる。
4. 楽曲選択画面へ移動し、楽曲と難易度を選択する。 尚、楽曲選択に現れる確認画面より、キャラクターやスキルの変更、ノーツのスピード変更などのゲーム設定もここで行う。
5. プレイ終了後、経験値が加算され、今回のプレイで入手したアイテムがすべて表示される。その後、ユーザーボックス画面に移行する。ここで今回のプレイで入手した、称号、ネームプレート、マップアイコン、システムボイスの変更が可能。

### ノーツの種類
TAP
赤色のノーツ。タイミングよくスライダーをタッチする。
ExTAP
黄色いノーツ。TAPと操作は変わらないが、タッチして大きなズレがない限りJUSTICE CRITICAL判定になる。
「STAR PLUS」以降は判定成功時、背景のモーションが変化する「やべー ExTAP」が追加された。
HOLD
黄色く長いノーツ。終点までスライダーをタッチし続ける。（終点を過ぎてタッチし続けていても、「終点をタッチしているかどうか」しか判定されていないためJUSTICE CRITICAL判定扱いとなる）
SLIDE
青く長いノーツ。HOLDと操作は変わらないが、スライダー上で手を動かす必要がある。文字や紋章、マークをかたどったものなど、形が不規則なものもある。
「STAR PLUS」以降は、スライドの幅が途中で変化する「イカす SLIDE」が追加された。
FLICK
水色のノーツ。MASTERレベル以上から登場するノーツでタイミングに合わせて瞬時に左右のどちらかにフリックする。
DAMAGE
「AIR」からの追加ノーツで、触れると電撃が走り、MISS判定になるノーツ。WORLD’S ENDのみに登場する。タッチしなければJUSTICE CRITICAL判定になるが、触れるとMISS判定になる。スライダー上に手を置いたままでもMISS判定になる。
AIR
緑色の矢印。主にTAPやHOLD、SLIDEに付いており、左右のセンサーが反応する位置まで手を上げる。
「AIR」からは斜め向きの矢印や、紫色の矢印（タイミングに合わせて手を下げる）が追加された。（ただしセンサーの仕様上普通に手を上げても判定される。が、多少判定がずらされているため、表示の通りに手を上げるとJUSTICE以下の判定になる場合がある）
AIR-HOLD
緑色の長いノーツ。AIRノーツの後に付いており、手を上げたままにする。
緑色の長いノーツ上にある紫色のノーツ（AIR-ACTION）はタイミングに合わせて手を上下に振る。
- 「NEW!!」からはAIR-HOLDのような形状の紫色のノーツが追加された。ただし、判定がなくノーツ数にも含まれない。 「NEW PLUS!!」以降は色が変更できるようになり、公式より「レインボーン」という名称が公開された。これにより、譜面上に絵を描いたり、HOLDノーツ上に線を引いたりできるようになった。

AIR-SLIDE
「NEW!!」からの追加ノーツで、AIR-HOLDが左右に動く。（しかしセンサーの仕様上、腕を左右に動かさずとも判定される）
AIR-SLIDEは「イカすSLIDE」と同様に幅が変化する場合もある。
- 当初は中心線が青色であったが、2021年12月16日のアップデートでAIR-HOLDと同じ緑色に統一された。

AIR-CRUSH
「NEW!!」からの追加ノーツで、AIR-ACTIONが硬質化したような見た目のノーツが重なったように配置される。
AIR-ACTION同様、タイミングに合わせて手を上下に振る。

### 評価
プレーの出来栄えによって楽曲ランクが決まり、楽曲終了時に表示される。楽曲ランクはD～SSS+までの14段階（低い順にD、C、B、BB、BBB、A、AA、AAA、S、S+、SS、SS+、SSS、SSS+）で評価される。
- 楽曲ランク「S+」「SS+」「SSS+」は「NEW!!」からの追加。

それぞれのノーツの判定はタイミングが良いほどほど上がり、上から順に「JUSTICE CRITICAL」「JUSTICE」「ATTACK」「MISS」の4段階に分かれる。
特殊評価
FULL COMBO
すべてのノーツをATTACK以上の評価で取る。
楽曲終了後、「FULL COMBO」と表示される。楽曲選択画面において、該当楽曲のジャケットの下に「FULL COMBO」と表記が追加される。
ALL JUSTICE
すべてのノーツをJUSTICE以上の評価で取る。
楽曲終了後、「ALL JUSTICE」と表示される。楽曲選択画面において、該当楽曲のジャケットの下に「ALL JUSTICE」と表記が追加される。
なお、すべてのノーツをJUSTICE CRITICAL（ALL JUSTICE CRITICAL、AJCとも呼ばれる）で取った場合、楽曲終了後は「AJC」と表示される。また、CHUNITHM-NETで閲覧できる楽曲別の全国ランキングではAJCという項目があり、ALL JUSTICE CRITICALを取得した回数が表示される。
FULL CHAIN
店内マッチングの際、プレイヤー全員がFULL COMBO以上の評価を取る。
楽曲終了後、「FULL CHAIN」と表示される。楽曲選択画面において、該当楽曲のジャケットの下に「FULL CHAIN」と表記が追加される。

## 楽曲
チュウニズムオリジナル楽曲の他に、「POPS＆ANIME」、「niconico(VOCALOID曲など)」、「東方Project」、「VARIETY(BMS＆インディーズ＆ゲーム音楽)」、「ゲキマイ(maimai・オンゲキオリジナル楽曲)」といったジャンルの楽曲を収録している。さらにチュウニズムオリジナル楽曲が「イロドリミドリ(イロドリミドリ関連楽曲)」と「ORIGINAL(イロドリミドリ関連以外のオリジナル楽曲)」に細分化される。
ゲームをプレイすると、その成績に応じてすごろく状のマップを進行させることが出来る。
難易度は■BASIC、■ADVANCED、■EXPERT、■MASTER、■ULTIMAの5つとなっている。
ただしMASTERレベルをプレイするにはEXPERT以上でランクS以上を獲得、もしくは前述のチケット（MASTERプレイチケット、ULTIMAプレイチケット、キャラクターランクブースト×6.0倍チケットなど）を使用しなければならない。また、ULTIMA、WORLD'S ENDをプレイするには、後述の条件を満たす必要がある。

### 課題曲
マップのゴール地点に到達した時、一部のマップには課題曲が設定されており、課題曲をクリアしなければ、次のマップに進むことは出来ない。クリアノルマはレーティングにより決定するため、高いほど難易度選択が制限される。課題曲をクリアすればその曲が解禁される。
「PARADISE LOST」以前のバージョンではレーティングが一定以上の場合MASTER未解放でもプレイチケットを使わずにMASTERのプレイは可能であったが、「NEW!!」ではその仕様が廃止され課題曲であっても通常の楽曲と同じような扱いとなる（チケットを使わずに未解禁のMASTERがプレイ不可能）。

### WORLD'S END
「PLUS」からの新機能で、「譜面配置がテーマに沿った高難度化、もしくは変則化」「ノーツを全て細かいノーツに分割する、曲全てにわたってホールド判定になる」「途中で進行を止める、それどころか逆行する」「スピードが変化する、また譜面全体ではなくノーツ別にばらばらのスピードになる」等といった極端な譜面がプレイ出来る。各楽曲にはレベル表記の代わりに、譜面や演出のテーマを表現している「改」「止」「光」「割」などの1字と、難易度を表す1～5個の星が表記されている。プレイするにはWORLD'S ENDプレイチケットを使用する必要がある。
- 「PARADISE LOST」までは、クレジットでWORLD'S ENDプレイチケットの購入することでプレイ可能だったが、「NEW!!」よりWORLD'S ENDプレイチケットゲーム内通貨を5,000（「SUN」以前はゲーム内通貨25,000）支払う、または特定のチケットを使用することで、そのクレジットに限りWORLD'S ENDをプレイすることもできる。

なお、このWORLD'S ENDはRATING、トータルハイスコアに影響しない。
一部、WORLD'S END専用楽曲が存在し、後述のコースモードでしかプレイできないWORLD'S END譜面が存在する。
- 「AIR」から、触れるとMISS判定になるDAMAGEが追加された。

### ULTIMA
「NEW!!」からの難易度で、一部の楽曲のEXPERT以上の難易度においてランクS以上を取得した場合に選択できる。また、ゲーム内通貨で購入できるULTIMAプレイチケットやプレミアムチケット（追加クレジットを使って購入できるチケット）を使用してチケットを購入することで、そのクレジットに限りプレイすることもできる。
- 「NEW PLUS!!」まではゲーム内通貨を25,000支払うことでULTIMAプレイチケットを購入可能であったが、「SUN」からはゲーム内通貨5,000に値下げされた。
- 「LUMINOUS」までのバージョンではULTIMAの解禁条件が「EXPERTとMASTERの両方の難易度でランクSS以上を獲得」であった。

### コースモード（クラス認定）
「AIR PLUS」からの新機能で、決められた3曲を順番にプレイするモード。楽曲の難易度は最も低い難易度でもLEVEL9以上（または難易度がLEVEL9以下だが、通常のクリアよりの高評価を取れないとクリアできないもの）であるため、上級者向けのモードとなっている。それぞれのコースにはライフが設定されており、ライフを減らす評価（ATTACK以下で-1、JUSTICE以下で-1など）を繰り返し、ライフが0になると楽曲の途中であっても強制終了となる。なお、ライフの数はコースによって異なり、楽曲終了の度にライフが回復するコースもある。クリアすると対応するクラスのエンブレムがネームプレートに表示され、ゲーム内アイテム（スタチュウやチケット等）を入手できる。
- 「NEW!!」では「クラス認定」に改称し、「NEW!! PLUS」から「特定のコースをクリアするまでプレイできない」コースが追加された。

## CHUNITHM-NET
「CHUNITHM-NET（チュウニズムネット）」は本ゲームのユーザーサイトであり、SEGA IDを登録し、Aimeカードを連携することで利用できる。PCまたはスマートフォンで閲覧可能。
- CHUNITHM-NETでは、ランキング、マップ進行状況、プロフィール閲覧等の機能が利用できる。また、「AMAZON」からは月額でゲキチュウマイ-NETのスタンダードコースに加入することで、プレイ履歴、プレイ時間帯外のシステム設定、フレンド機能、チーム機能等、全ての機能が利用できる。それに加え、毎月1日にゲーム内で使用できるチケットが入手できる。
- 「CRYSTAL」からはチームに関するページ、「CRYSTAL PLUS」ではチームコースが月に1回設定、更新するページが導入された。
- 「NEW!!」ではシステム変更に伴い、リニューアルした「CHUNITHM-NET!!（チュウニズム ネット!!）」が開設。「PARADISE LOST」までのCHUNITHM-NETは、一部機能を除く同バージョンのオンラインサービス期間中（2023年2月1日午前1時59分まで）[34]で「PARADISE LOST」までのデータの利用ができた。

### アイテム交換所
ゲーム内通貨やPポイント(後述)でアイテムやチケットと交換できる。「VERSE」現在、交換できるものと値段は以下の通り。
ゲーム内通貨
- ゲーム内通貨で交換できる各チケット（通常プレイ時に購入できる値段と同じ）
- ショウニスタチュウ（200,000）

Pポイント
1クレジットごとに1Pポイントもらえる。なお、もらえるポイントは1日30ポイントまでと限られている。
（スタンダードコース加入者のみデイリーボーナスとして、毎日最初のプレイ時にさらに5Pポイントもらえる）
- キャラクターランクブースト×6.0倍チケット（15pt、月に1回のみ5pt）
- キャラクターランクブースト×9.0倍チケット（25pt）
- ペンギンスタチュウ（75pt、月に1回のみ20pt）
- ショウニスタチュウ（15pt）
  - 上記の4アイテムが月ごと交換上限が存在し、毎月1日にリセットされる。
- マップアイコン（各50pt）
- ネームプレート（クエスト産200pt、デュエル産100pt）
- システムボイス（各300pt）
- 称号（各20pt）
  - 称号とネームプレートは単独オリジナルクエスト産のもののみ交換対象。
- キャラクター（後述）
  - 一部のキャンペーン産オリジナルキャラやオリジナル扱いコラボレーションキャラ（現在は元「PARADISE ep.V」「NEW」「SUN」マップ解禁キャラが該当）と交換できる。
  - 値段はキャラによって異なる（元「PARADISE ep.V」キャラ150pt、元「NEW」キャラ100pt、元「SUN」キャラ100~150pt、「チュウニペンギン＆ショウニペンギン／8bit」「ショウニペンギン」10pt、それ以外100pt）
- 楽曲（各180pt）
  - 過去の全国対戦報酬だったmaimai・オンゲキオリジナル楽曲が交換対象。
  - 交換対象曲は大型バージョンアップの際に全て通常配信へ移行される。
- コスチューム（各75pt）
  - 「LUMINOUS」より追加。

## キャラクター・スキル
- カード未使用時及び初回プレイでは、チュウニペンギンのみ使用できるが、条件(マップ進行など)を満たすと使用できるキャラクターが追加されていく。

- 各キャラクターにRANKがあり（初期状態ではRANK1）、楽曲をプレイするたびに経験値を獲得しRANKが上がる。

初期状態でのRANK上限は15だが、ペンギンスタチュウを使用することで限界突破が可能。ペンギンスタチュウはソウルオブスタチュウ100個、もしくはショウニスタチュウ5個で代用することも可能である。なお、RANK50になった直後の限界突破のみ、アイテム「虹限スタチュウ」が必要。
最大まで限界突破した際のRANK上限は200となっている。
- 「SUN PLUS」でRANK上限がRANK100から200へ引き上げられた。

キャラクターを問わず、RANK25で限界突破の証のスキルシード、RANK50で真・限界突破の証のスキルシード、RANK100で絆・限界突破の証のスキルシードが取得できる。
- 「PARADISE LOST」までは、キャラクターごとに異なるスキルを持っており、レベルを上げると「専用スキル」と呼ばれる別のスキルが追加されるキャラクターもいる（専用スキルはそれを習得したキャラのみ装備でき、装備した際にキャラクターイラストも変わる。なお、該当スキルを習得した状態で一定以上のレベルを上げると「トランスフォーム」としてイラストだけを変更可能）。
- 「NEW!!」以降は、キャラクタースキルからスキルシードに変更。これまで持っていたキャラクタースキルはNEW以降の新スキルに変更・統合された。なお、専用スキルの廃止により、キャラクターイラストを複数持つキャラクターはキャラクター変更画面のトランスフォームから変更可能。スキルによって変化することはなくなった。
  - 「SUN」より「NEW PLUS」までの一部スキル名に【NEW】表記（「（スキル名）【NEW】」の形）を追加して引き継ぎ、新たに【SUN】バージョンのスキルが追加された。
- 「LUMINOUS」より【NEW】バージョンのスキルが削除され、【LMN】バージョンのスキルが追加された。初期GRADEは【SUN】バージョンでの同名スキルのGRADEにより変化する。
  - 「VERSE」より【SUN】及び【LMN】バージョンのスキルが削除され、新たに(VRS)表記のスキルが追加される。
- スキルはスコアを変化させるものではなく、演奏中、画面上部にあるゲージを変化させるものである。

- 新旧「CHUNITHM-NET」では、レベルを上げると解放されるキャラクターごとのエピソードが閲覧できる。

- また、定期的に外部作品とのコラボレーションイベントを行なっており、期間限定でコラボキャラが手に入ることがある。

- 「AMAZON」でAIR PLUS以前のマップが削除、「CRYSTAL」でSTAR、STAR PLUSのマップが削除された。以降、メジャーアップデートの度に前々バージョンのマップが削除されている。

- 「NEW」より、以下のスキルを使用してクリアすると楽曲選択画面で「HARD」、「ABSOLUTE」、「ABSOLUTE+」、「CATASTROPHY」というクリアマークが表示されるようになった。「LUMINOUS」よりクリアマークの色が一部変更された。　　　　　　　　　　　　　
  - ジャッジメント、オーバージャッジ　→　「HARD」
  - 嘆きのしるし、勇気のしるし　→　「ABSOLUTE」
  - 道化師の狂気　→　「ABSOLUTE+」
  - 天地創造　→　「CATASTROPHY」

### 「VERSE」のスキル一覧（GRADE1の場合）
スキルなし
スキルを使用せずプレイする。

【NORMAL】ゲージブースト
ゲージ上昇UP (175.00%)
【NORMAL】コンボエクステンド
100コンボごとにボーナス+3500

【HARD】ジャッジメント
ゲージ上昇UP (210.00%)
MISS判定20回で強制終了

【HARD】オーバージャッジ
ゲージ上昇UP (230.00%)
MISS判定10回で強制終了

【HARD】嘆きのしるし
JUSTICE CRITICAL判定でボーナス +22.50
JUSTICE以下300回で強制終了

【BRAVE】勇気のしるし
JUSTICE CRITICAL判定でボーナス +32.50
JUSTICE以下150回で強制終了

【ABSOLUTE】道化師の狂気
JUSTICE CRITICAL判定でボーナス +53.00
JUSTICE以下50回で強制終了

【CATASTROPHY】天地創造
ゲージ上昇UP (400.00%)
JUSTICE以下10回で強制終了

【OTHER】限界突破の証
ゲージ上昇UP (100.00%)
1010000点達成でゲーム終了時にボーナス +30000

【OTHER】真・限界突破の証
ゲージ上昇UP (150.00%)
1010000点達成でゲーム終了時にボーナス +50000
MISS判定10回で強制終了

【OTHER】絆・限界突破の証
ゲージ上昇UP (200.00%)
JUSTICE以下で追加ダメージ -3000
1010000点達成でゲーム終了時にボーナス+70000

【OTHER】キャンペーンブースト
ランクに応じて終了時にボーナス
ランクS　+36000
ランクSS　+54000
ランクSSS　+72000

### チュウニズムデュエル
「AMAZON」で追加された機能。クレジット分の演奏終了後、キャラクターに攻撃or応援することでHPを削り、倒せば報酬がもらえる。3つのSTAGEがあり、報酬は以下の通り。
- STAGE1: マップアイコン
- STAGE2: ネームプレート
- STAGE3: システムボイス

マップアイコン
マップを移動するアイコン。対象キャラクターがデフォルメされた絵柄が多い。
チュウニズムデュエルでのみ入手可能。
前述の「CHUNITHM-NET」のアイテム交換所で過去のデュエルで入手できたマップアイコンをPポイントで買うこともできる。
ネームプレート
自分のプレイヤーネームの背景にあるプレート。チュウニズムデュエルでは対象キャラクターがモデルになっている。
チュウニズムデュエルの他に、イベントマップの進行や、チュウニズムクエストなどで入手可能。
前述の「CHUNITHM-NET」のアイテム交換所で過去のデュエル、イベント以外のクエストで入手できたネームプレートをPポイントで買うこともできる。
システムボイス
リザルトや「○○を選択してね」などの声。デフォルトはチュウニペンギン。チュウニズムデュエルの対象キャラクターのボイスが入手できる。チュウニズムデュエルでのみ入手可能。
前述の「CHUNITHM-NET」のアイテム交換所で過去のデュエルで入手できたシステムボイスをPポイントで買うこともできる。

### オリジナルキャラクター
2022年2月時点、後述の「イロドリミドリ」キャラとチュウニズムオリジナル扱いコラボレーションキャラを除いて、300名超のオリジナルキャラが登場する（同一キャラの別バーションを含む）。
下記はチュウニズムデュエルなど、2022年8月時点でボイスを実装されたキャラである（「イロドリミドリ」キャラを除く）。
チュウニペンギン
初登場バーション：『CHUNITHM』
声優：前川綾香
本作のマスコットキャラクター。チュートリアル・『NEW!!』以降のアバターなどとしても登場する。
カード未使用時及び初回プレイ時にこのキャラを使用することになる。
G．O．D
初登場バーション：『CHUNITHM』
声優：若本規夫
イラストレーター：GODTAIL
名前の読みは「ジェネシス・オブ・デスティニー」。もとはオジーという名の人間であったが……。
AMAZONの新イベント「チュウニズムデュエル」の最初のキャラクターに選ばれ、システムボイスという形で声優が設定された。
DJ-MEGA
初登場バーション：『CHUNITHM』
声優：千葉繁
イラストレーター：RARE ENGINE
メタヴァースにおける代表的破壊者とされる異形のアバター。もともとは普通の人間だったと噂されているが……。
MDA-01【シリウス】
初登場バーション：『CHUNITHM AIR』
声優：川澄綾子
イラストレーター：コダマ
ファクトリー製の防衛型BOTアバター。21人の仲間と共に、メタヴァースの暗黒の世界からやってくる悪性アバターと日々戦う。
スザク
初登場バーション：『CHUNITHM AIR』
声優：岡本信彦
イラストレーター：TERU by mashcomix
上流階級「ネメア」に復讐を誓う、スラム街に住むDJ。「TOKYO BOOTH」にてNo.1と認められたのち、「VOX」なるものを手に入れることでネメアを打ち倒そうとしている。
渋沢 ノノ
初登場バーション：『CHUNITHM AIR』
声優：小倉唯
イラストレーター：Mika Pikazo
とある田舎町に住む高校生。趣味はダンス。文化祭で踊ったダンスを動画投稿サイトにアップし、高評価を得る。これにより、彼女の人生はダンスが中心になっていく。
黒亀 北斗
初登場バーション：『CHUNITHM AIR』
声優：阿部敦
イラストレーター：むらいち
幼少時、玄武に命を救われたことがきっかけで、報恩のためゴーストバスターとして生きることとなった高校生。
リリアリス・コルチカム
初登場バーション：『CHUNITHM AIR』
声優：田中理恵
イラストレーター：劇団イヌカレー・泥犬
人間になるために、人間の魂を吸い取り体の一部を集め続ける毒人形。ひょんなことからホネネズミと出会い、より人間に近づく方法を相談することになる。
八咫烏 鋼太郎
初登場バーション：『CHUNITHM AIR PLUS』
声優：田村ゆかり
イラストレーター：みさくらなんこつ
常識と戦うアキバ系アイドル。一般人から見れば言動や挙動が不審だが、アキバの民から見れば「アレよりはまともな人生を送っている」と慰められる『慰めの天使』とも呼ばれる。
MDA-21【レグルス】
初登場バーション：『CHUNITHM AIR PLUS』
声優：浅倉杏美
イラストレーター：neco
ネメシスから襲来するアバターの駆逐を任務とする、新米防衛型BOT。先輩であるMDA-01【シリウス】に憧れている。
トリスメギストス
初登場バーション：『CHUNITHM STAR』
声優：三木眞一郎
イラストレーター：竹安佐和記
G.O.Dと深く関わりがある祝祭の神。
MIR-202【アルテミス・レナ】
初登場バーション：『CHUNITHM STAR』
声優：内田真礼
イラストレーター：せんむ
メインフレーム製の自立型探索プログラムである三姉妹「MIRシリーズ」の次女。 戦闘も探索もそつなくこなす「万能型」。
スカイフェザー
声優：新井里美
イラストレーター：室埴ポコ
メタヴァースの娯楽を担当する管理者の一人。
オールドブルー
初登場バーション：『CHUNITHM STAR』
声優：杉田智和
イラストレーター：雅（まさ）
エクレールが去った後のメタヴァースを統治していた12柱「最古(オリジン)」の1人だったが、現在はティフォンに追われ、メインフレームを離脱した追放者(エグザイル)。
『PARADISE LOST』バーション以降のストーリーでは「ブルー・スタイン」に改名。
HAR-ヒロイン09【ネレイダム】
初登場バーション：『CHUNITHM STAR』
声優：藤田咲
イラストレーター：iXima
高度なAIを搭載したホログラムキャラクターの製品シリーズの一人。
ショウニペンギン
初登場バーション：『CHUNITHM STAR PLUS』
声優：前川綾香
本作のもうひとつのマスコットキャラクター。プレイアブルのは『CHUNITHM STAR PLUS』以降だが、キャラ登場自体は『CHUNITHM AIR PLUS』が初。
このキャラの専用のシステムボイスが存在しないが、コースモード（現在のクラス認定）およびタイトルコールの案内役としてボイス付きて登場。
リヒトシュッツェ
初登場バージョン：『CHUNITHM STAR PLUS』
声優：中村大樹
イラストレーター：タカヤマトシアキ
統治者ティフォンの命に従い、メインフレームに仇なす存在を断罪する処刑人。
ティフォン
初登場バーション：『CHUNITHM STAR PLUS』
声優：中村悠一
イラストレーター：巌井崚
エクレールが去った後のメタヴァースを統治していた12柱「最古(オリジン)」の1人。
現在もメインフレームの最上位管理者として君臨している。
第八皇女エルルーン
初登場バーション：『CHUNITHM STAR PLUS』
声優：大西沙織
イラストレーター：ザザ
覇権主義国家・ヴァレアイン帝国の第八皇女。
暴虐のギーゼグール
初登場バーション：『CHUNITHM STAR PLUS』
声優：中田譲治
イラストレーター：創-taro
世界にその名を轟かせるピアニストにして音楽プロデューサー。
ある野望のため、世界中から音楽家たちを集めて『KOB(KING OF BAND)』を開催する。
MIR-201【ヘカティ・ベアトリクス】
初登場バーション：『CHUNITHM STAR PLUS』
声優：能登麻美子
イラストレーター：リーホッチ
メインフレーム製の自立型探索プログラムである三姉妹「MIRシリーズ」の次女。戦闘能力に特化した「攻撃型」。
MIR-203【セレネ・シェリル】
初登場バーション：『CHUNITHM STAR PLUS』
声優：竹達彩奈
イラストレーター：Nidy-2D-
メインフレーム製の自立型探索プログラムである三姉妹「MIRシリーズ」の三女。探索能力に特化した「感知型」。
ワイズマン
初登場バーション：『CHUNITHM STAR PLUS』
声優：諏訪部順一
イラストレーター：コダマ
現在はティフォンに追われ、メインフレームを離脱した追放者(エグザイル)。メタヴァースの森羅万象を記録し続ける。
ダオ・トッテナ
初登場バーション：『CHUNITHM AMAZON』
声優：八代拓
イラストレーター：夢ノ内
弱肉強食の掟が支配する悪のレスリング組織「ハイエナアビス」に復讐を誓う正義のレスラー。
新井 桃子
初登場バーション：『CHUNITHM AMAZON』
声優：豊崎愛生
イラストレーター：赤城あさひと
かつて超人気だった元ネットアイドル。
シルヴィアス
初登場バーション：『CHUNITHM AMAZON』
声優：佐藤利奈
イラストレーター：月岡月穂
神の血を引く少女。神によって運命づけられた彼女は己の正義を信じ戦い続ける。
新田 ちえ
初登場バーション：『CHUNITHM AMAZON』
声優：岡嶋妙
イラストレーター：ダンミル
人見知りで引っ込み思案な少女。
マリーメイア・クレスケンス
初登場バーション：『CHUNITHM AMAZON』
声優：斎藤千和
イラストレーター：ni02
法皇に仕える聖騎士団に所属するキジン流奥義の使い手のウェアウルフの少女。
双剣「マクシム」と「ステラ」を手に「白薔薇の咎人」を討つという使命を帯びて、任務へと赴いていく。
ハイパーネットゲーマーアルテラ
初登場バーション：『CHUNITHM AMAZON』
声優：高橋李依
イラストレーター：Saty.
オンラインゲーム「ラグナファンタジーユニバース」全ラン1位の廃人プレイヤーにして超人気ブロガー。
なお、「チュウニズムデュエル」イベントおよびカスタムアイテムなどにて本人の姿ではなく、オンラインゲーム時の姿「魔法使いアルテラ」が登場する。
ヴェルゼビュートネメシス
初登場バーション：『CHUNITHM AMAZON PLUS』
声優：堀江由衣
イラストレーター：煎茶
ティアマットの残骸より生まれた「混沌の器」七器のうちの一器。
テスタメントネメシス
初登場バーション：『CHUNITHM AMAZON PLUS』
声優：釘宮理恵
イラストレーター：煎茶
ティアマットの残骸より生まれた「混沌の器」七器のうちの一器。『CHUNITHM CRYSTAL PLUS』で初登場したキャラ「ミィム・ミクラー」と大いに関係がある。
京極院 桜花
初登場バーション：『CHUNITHM AMAZON PLUS』
声優：鬼頭明里
イラストレーター：荊すず
伝説のオイランを母に持つ少女。
イングリット・オーリック・コーネル
初登場バーション：『CHUNITHM CRYSTAL』
声優：丹下桜
イラストレーター：cura
偉大な冒険家を夢見る少女。謎の宝・クリスタルスカルに導かれ、日本へと大冒険に旅立つ。
宍戸 美鈴
初登場バーション：『CHUNITHM CRYSTAL』
声優：原由実
イラストレーター：裕
旧校舎の音楽室に住まう少女の幽霊。
ティータ・アヴェニアス
初登場バーション：『CHUNITHM CRYSTAL』
声優：大原さやか
イラストレーター：麻谷知世
精霊に命を捧げ、精霊を体に宿した巫女<シビュラ>と呼ばれる存在『火の巫女』の一人。
ジュナ・サラキア
初登場バーション：『CHUNITHM CRYSTAL』
声優：桑島法子
イラストレーター：麻谷知世
精霊に命を捧げ、精霊を体に宿した巫女<シビュラ>と呼ばれる存在『水の巫女』の一人。
伊賀崎ノ楠子
初登場バーション：『CHUNITHM CRYSTAL PLUS』
声優：原田ひとみ
イラストレーター：ぴょん吉
江戸時代に活躍していたというアイドル。本物の忍者でもあるのだが、少女としての尊厳に関わる重大な何かが欠けている。
ナイ
初登場バーション：『CHUNITHM PARADISE』
声優：石原夏織
イラストレーター：しがらき
子供を守り育てるために生み出されたアンドロイド「0419_Guardian」。
向来 隼
初登場バーション：『CHUNITHM PARADISE』
声優：石田彰
イラストレーター：ふぁすな
日々妖魔退治を続ける高校生。
御影 昴
初登場バーション：『CHUNITHM PARADISE LOST』
声優：保志総一朗
イラストレーター：絵西
向来隼の親友。隼と同じく日々妖魔退治を続ける。
リー・メイメイ
初登場バーション：『CHUNITHM PARADISE LOST』
声優：上坂すみれ
イラストレーター：お久しぶり
中国からやって来た新人エージェント。
なお、名前の中国語表記は「李 明明」。
エイハヴ
初登場バーション：『CHUNITHM NEW!!』
声優：堀川りょう
イラストレーター：えすてぃお
機械仕掛けの神によって生み出された『真人』の中で唯一寿命を越している強硬派＜イノベイター＞の指導者。

## メディアミックス「イロドリミドリ」
本作の稼働を機に、数人の声優が歌唱するバンド風ユニットプロジェクト「イロドリミドリ」が、チュウニズムでのプレイ楽曲を軸にラジオ、コミック、アニメ、ライブなどのメディアミックスを行っている。
なお、チュウニズムのゲーム内における、該当プロジェクト関連のキャラが他のチュウニズムオリジナルキャラと別枠扱いことがある。

## コラボレーション
ゲキチュウマイオリジナルキャラの他、外部作品（稀にアーティストまたは特定人物）とのコラボレーションにより関連楽曲やキャラクターなどが登場することがある。 
通常の「期間限定イベント」他、特定楽曲を一定回数プレイなど、いずれも解禁可能なコラボレーションキャラが存在した。また、通常のコラボレーションとは別に、ゲキチュウマイ以外のコンテンツ（別冊少年マガジンと京浜急行電鉄など）をテーマにした楽曲や、チュウニズムオリジナル楽曲を担当したバーチャルキャラ（バーチャルYouTuberなど）がチュウニズムオリジナル扱いで登場したという、イベントでないコラボレーションを行っていることがある。
下記は期間限定コラボレーションイベントを開催されたものである（音楽ゲームコラボ、アーティストおよび特定人物コラボを除く）。
- 東方Project
- 魔法少女まどか☆マギカ
- 化物語
- 『ペルソナ ダンシング』シリーズ
- STEINS;GATE
- 蒼き鋼のアルペジオ
- 冴えない彼女の育てかた
- SHOW BY ROCK!!
- カゲロウプロジェクト
- WHITE ALBUM2
- ミカグラ学園組曲
- AIR
- あの日見た花の名前を僕達はまだ知らない
- ラグナロクオンライン[注釈 6]
- PRIUS! IMPOSSIBLE GIRLS
- ノーゲーム・ノーライフ[44][45]
- 干物妹!うまるちゃん[46][47]
- 僕は友達が少ないNEXT[48][49]
- ご注文はうさぎですか？[4][50]
- チェインクロニクル[4]
- ばくおん!!
- Wake Up, Girls![注釈 6]
- きんいろモザイク[51]
- Tokyo 7th シスターズ
- 三者三葉[47]
- Angel Beats!
- Re:ゼロから始める異世界生活[5]
- 君の名は。[5]
- NEW GAME![52][53]
- とらドラ！[54]
- 結城友奈は勇者である[55]
- ピアプロキャラクターズ[56][注釈 7]
- PHANTASY STAR ONLINE 2[57]
- Hi☆sCooool! セハガール[57]
- うたわれるもの 二人の白皇[58][59]
- うたわれるもの 偽りの仮面[60][59]
- 戦姫絶唱シンフォギアＧ[61]
- エロマンガ先生[6]
- ノラと皇女と野良猫ハート[6]
- ＃コンパス 戦闘摂理解析システム[62]
- 温泉むすめ[63]
- 天使の3P![64]
- ツインエンジェルBREAK[65]
- ガヴリールドロップアウト[66]
- 新甲虫王者ムシキング[67]
- Wonderland Wars[67]
- この素晴らしい世界に祝福を！2[68]
- ひなこのーと[69]
- てーきゅう[70]
- とある科学の超電磁砲S
- ポプテピピック
- オーバーロード
- りゅうおうのおしごと![71]
- 宇宙よりも遠い場所[72]
- 私に天使が舞い降りた！[73]
- アーランドの錬金術士
- AnotherVision
- ゆるキャン△
- ヒナまつり
- 龍が如く
- はるかなレシーブ
- プリンセス・プリンシパル
- 魔法少女リリカルなのは Detonation
- 異世界食堂
- 魔法科高校の劣等生
- SSSS.GRIDMAN
- VOICEROID
- ネコぱら
- 賭ケグルイ××
- ストライク・ザ・ブラッド[74]
- ゾンビランドサガ[75]
- ゴブリンスレイヤー[76]
- 緋弾のアリアAA[76]
- ダンベル何キロ持てる？[77]
- アイカツオンパレード!
- 八月のシンデレラナイン
- 新サクラ大戦
- チャージマン研!
- 世話やきキツネの仙狐さん
- WIXOSS
- 青春ブタ野郎はバニーガール先輩の夢を見ない[78]
- 虚構推理 [79]
- 恋する小惑星[80]
- ホロライブ[注釈 5]
- 三国志大戦
- まちカドまぞく
- 異世界かるてっと
- ぷよぷよ
- メイドインアビス
- 僕のヒーローアカデミア
- THE IDOLM@STER
- アイドルマスター シンデレラガールズ
- アイドルマスター シンデレラガールズ U149
- ひぐらしのなく頃に
- 乙女ゲームの破滅フラグしかない悪役令嬢に転生してしまった…
- 七つの大罪
- プリンセスコネクト！Re:Dive
- 宇崎ちゃんは遊びたい！
- ありふれた職業で世界最強
- 東京リベンジャーズ
- にじさんじ
- 進撃の巨人
- キルミーベイベー
- モブサイコ100
- ヘブンバーンズレッド
- 中二病でも恋がしたい!
- クラッシュフィーバー
- 俺の妹がこんなに可愛いわけがない。
- 映画「五等分の花嫁」
- ぼっち・ざ・ろっく！
- NEEDY GIRL OVERDOSE
- 音楽的同位体プロジェクト
- お兄ちゃんはおしまい!
- 学園アイドルマスター
- 神椿市協奏中。
- ブルーアーカイブ
- ぷにるはかわいいスライム

上記の作品の他、下記の音楽ゲーム（maimai、オンゲキ、BMSを除く）の楽曲が収録されている。
- 初音ミク -Project DIVA-
- プロジェクトセカイ カラフルステージ！ feat. 初音ミク
- BEMANIシリーズ[注釈 8]
- パカパカパッション
- EZ2DJ
- DJMAX
- Arcaea
- 太鼓の達人
- グルーヴコースター
- ミュージックガンガン!2
- CROSS×BEATS
- バンドリ！ガールズバンドパーティ！
- D4DJ Groovy Mix
- WACCA
- Phigros

上記のうち、「初音ミク -Project DIVA-」「プロジェクトセカイ」「Arcaea」「グルーヴコースター（ミュージックガンガン！）」「バンドリ! ガールズバンドパーティ!」「D4DJ」「WACCA」が単独コラボレーションイベントにも開催される。